# Halticosaurus
Halticosaurus (v překladu „hbitý ještěr“) je rod teropodního dinosaura, který žil v období svrchního triasu zhruba před 208 miliony let na území dnešního jižního Německa.

## Objev
Fosilie tohoto teropoda byly objeveny ve střední části geologického souvrství Stubensandstein. Zde byly nalezeny dvě neúplně dochované kostry haltikosaura společně s prosauropodem plateosaurem. Někteří vědci ho zaměňují s rodem Liliensternus, ale Samuel Wells mezi nimi našel rozdíl. Patřit by sem mohl také zástupce rodu Tanystrosuchus, známý jen podle jednoho fosilního krčního obratle. Příbuzným druhem by mohl být polský taxon Velocipes guerichi, formálně popsaný roku 1932 rovněž Friedrichem von Huenem.

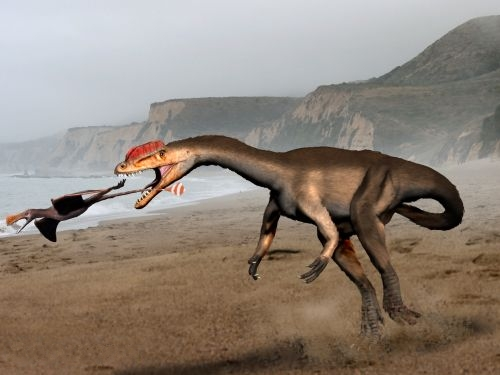
Liliensternus, příbuzný rod

## Popis
Tento teropod byl dlouhý zhruba 5,5 metru, dosahoval tedy střední velikosti. Přední pětiprsté končetiny byly krátké a asi o polovinu kratší než zadní silné nohy. Měl esovitý krk s dlouhou a velkou lebkou. V lebce se nacházelo mnoho dutin. Vpředu byl otvor pro nozdry a pro zatím neznámý účel, dále pak oční jamky a otvor pro žvýkací svaly. V čelisti se nalézalo mnoho zubů. Při běhu tvořilo tělo s ocasem horizontální linii. Živil se zřejmě především malými živočichy.